# Annihilation of the Wicked
Annihilation of the Wicked è il quarto album ufficiale del gruppo brutal death metal statunitense dei Nile. Viene pubblicato nel 2005 da Relapse Records.
Si tratta di un monolite di violenza, tecnica e velocità come nella migliore tradizione Nile, e presenta un minore utilizzo delle atmosfere mediorientali caratteristiche della band.
È inoltre il primo album in cui si registra la partecipazione del batterista greco George Kollias. Le alte velocità raggiunte dal nuovo membro del gruppo sia con la doppia cassa che con il rullante contribuiscono notevolmente all'evoluzione del suono del gruppo, che si presenta ancora più pesante del precedente In Their Darkened Shrines.

## Tracklist
1. Dusk Falls Upon the Temple of the Serpent on the Mount of Sunrise - 0:51
2. Cast Down the Heretic - 5:45
3. Sacrifice Unto Sebek - 3:03
4. User-Maat-Re - 8:51
5. The Burning Pits of the Duat - 3:52
6. Chapter of Obeisance Before Giving Breath to the Inert One in the Presence of the Crescent Shaped Horns - 5:21
7. Lashed to the Slave Stick - 4:18
8. Spawn of Uamenti - 1:14
9. Annihilation of the Wicked - 8:51
10. Von Unaussprechlichen Kulten - 9:47

## Formazione
- Karl Sanders - chitarra, voce
- Dallas Toler-Wade - chitarra, voce
- George Kollias - batteria
- Jon Vesano - basso